# Clube Ferroviário da Beira
Le Clube Ferroviário da Beira est un club mozambicain de football basé à Beira et fondé en 1924. 

## Palmarès
- Championnat du Mozambique (2)
  - Champion en 2016 et 2023
  - Vice-champion en 2012 et 2013

- Coupe du Mozambique (4) 
  - Vainqueur : 1993, 2005, 2013, 2014
  - Finaliste : 1978, 2015

- Supercoupe du Mozambique (1)
  - Vainqueur : 2017
  - Finaliste : 1994, 2006, 2014, 2015, 2022 et 2024